# حامد تشوي
حامد تشوي يونغ كيل هو مترجم كوري جنوبي وأستاذ الدراسات الإسلامية والعربية في جامعة ميونغجي. يشغل حاليًا منصب رئيس الاتحاد الإسلامي الكوري (FMK)، في عام 2021 ورد أنه أصبح أول مسلم كوري يترجم القرآن وصحيح البخاري إلى اللغة الكورية. كتب تشوي أيضًا عن تسعين مقالة تتعلق بالدراسات الإسلامية.
تم تتويج تشوي بـجائزة الملك فيصل العالمية لخدمة الإسلام لعام 2023م.

## السيرة الشخصية
حصل تشوي على شهادته في الدراسات الإسلامية من جامعة هانكوك بكوريا الجنوبية والجامعة الإسلامية بالمدينة المنورة. حصل على الدكتوراه من جامعة أم درمان الإسلامية.
بتوجيه من مجمع الملك فهد لطباعة المصحف الشريف، قام بترجمة القرآن الكريم إلى اللغة الكورية واستغرقت منه الترجمة حوالي سبع سنوات.

## الجوائز
حاز على جائزة الملك فيصل العالمية في خدمة الإسلام سنة 2023.